# Casimir Oberfeld
Casimir Oberfeld, vlastním jménem Kazimierz Jerzy Oberfeld (16. listopadu 1903 Lodž – 23. nebo 24. ledna 1945), byl polský skladatel žijící ve Francii.

## Život
Kazimierz Jerzy Oberfeld se narodil do židovské rodiny v polském městě Lodž. Zde také studoval hudbu. V polském rozhlase se hrály jeho skladby už v roce 1928. V roce 1929 vydala berlínská firma Parlophon jeho píseň „Wenn du sehr nett bist” na desce označené B 12066. Počátkem dvacátých let odešel do Francie. Jeho tvorba byla úspěšná, stal se známým umělcem. Noviny Pariser Tagblatt oceňovaly hudbu filmu „Train de Plaisir".

## Útěk před nacisty
Po obsazení severní části Francie nacisty utekl Casimir Oberfeld do jižní Francie, která zůstala pod francouzskou správou tzv. vichistické vlády. Tato kolaborantská vláda však vydala antisemitské zákony, a tak se Casimir Oberfeld přesunul z Marseille do Nice, kde byla italská správa s liberálnějšími postoji k Židům. Dne 8. září 1943 byla Nice obsazena německými vojsky a Casimir Oberfeld byl zatčen a deportován do koncentračního tábora Auschwitz. Známý skladatel se stal pouhým číslem 169899.

## Smrt
K Osvětimi se blížila východní fronta. Část vězňů koncentračního tábora Auschwitz osvobodila Rudá armáda dne 27. ledna 1945. Většina vězňů už byla odsunuta v pochodech smrti na západ. V Glíwicích byli někteří vězni, mezi nimi i Casimir Oberfeld, nahnáni do nákladních vagonů. Vlak směřující do koncentračního tábora Mauthausen přes území Protektorátu byl vypraven 20. ledna 1945. Během dlouhého a krutého transportu umíraly desítky vězňů. Jejich těla byla vykládána při provozních zastávkách. V Přelouči bylo dne 24. ledna 1945 vyloženo tělo umučeného Casimira Oberfelda.

## Pohřeb
Těla všech devíti zemřelých, kteří byli vyloženi v Přelouči, se díky přeloučskému faráři dočkala důstojného pohřbu. Farář provedl o těchto hrobech a pohřbených ostatcích záznam do plánku. K identifikaci ostatků byla v záznamech použita evidenční čísla vytetovaná na pažích vězňů.

## Dluh vlastního syna
Casimir Oberfeld měl syna, který nosil příjmení svého adoptivního otce – Dunant. Syn Gregoire Dunant věděl o svém původu, ale do pátrání po osudu svého biologického otce se pustil až v pokročilém věku. Byl důchodce s průměrným příjmem, a proto požadoval úhradu alespoň části nákladů (pátrání a převozu ostatků) po francouzském státu. Požadavek odůvodňoval spoluprací státu i jeho občanů na zatčení a transportu otce do koncentračního tábora.
Objevila se komplikace při jednání o uložení skladatelových ostatků. Úředníci francouzského velvyslanectví při ověřování písemností zjistili, že skladatel nebyl občanem Francie. Ve Francie mu nikdy nebyly vydány doklady o jeho občanství. Casimir Oberfeld byl občan Polska, i když celý svůj pracovní život strávil ve Francii.
V roce 2016 byla povolena exhumace a následně provedena. Otcovství Casimira Oberfelda bylo potvrzeno genetickými testy. Nález brýlí v hrobě byl dalším důkazem o správné identifikaci hrobu.

## Pohřeb v nové vlasti
Na pařížském hřbitově ve čtvrti Montmartre, kde leží ostatky Alexandra Dumase, Stendhala, Émile Zoly, Dalidy, Jacquese Offenbacha a André-Marie Ampére, byly pohřbeny i ostatky Casimira Oberfelda. Pohřbu se účastnil syn Gregoire Dunant, starosta Paříže a zástupci francouzského ministerstva kultury. Zazněla slova o skladatelově práci, která přetrvala do dnešních dob, například v repertoáru francouzské zpěvačky Zaz, která převzala píseň „Paris sera toujours Paris“ (Paříž bude vždycky Paříží).